# Zoanabe
Zoanabe (em grego: Ζοανάβ; romaniz.: Zoanáb) ou Zuanvé (em armênio: Ջու(վ)ան-Վէհ; romaniz.: J̌u(v)an-Veh; m. 604) foi um oficial militar sassânida do começo do século VII, ativo durante o reinado do xá Cosroes II (r. 590–628). É citado em 603/4, durante o começo da guerra bizantino-sassânida de 602-628, quando foi enviado por Cosroes II contra a Armênia. Invernou em Dúbio e na primavera lutou sem sucesso contra os bizantinos em Eguivarte, próximo de Erevã, onde foi morto. Foi sucedido por Datoiano.